# Funeris Nocturnum
Funeris Nocturnum är ett finskt Black metal-band som grundades år 1998 i Jyväskylä. Bandet splittrades år 2004.

## Medlemmar
Senaste medlemmar
- Horgath (Matti Honkonen) – basgitarr (1998–2004)
- ImpresouvenairMort-nergal (Simo Rahikainen) – gitarr (1999–2004)
- Sin'equamnon (Jaakko-Ville Hintikka) – gitarr (2000–2004)
- TMON (Timo Häkkinen)	– trummor (2002–2004)

Tidigare medlemmar
- Joni – trummor (1998–1999)
- Grimort (Riku Vallisto) – gitarr (1998–2000)
- Trmnt.xes (Mikko Kotamäki) – sång (1998–2004)
- Draco – trummor (1999–2002)
- Veilroth (Pertti Reponen) – gitarr (1999)
- Juha – gitarr (1999)
- Ruho (Aleksi Munter) – keyboard (1999–2004)

## Diskografi
Demo
- 1999 – Slay And Burn

Studioalbum
- 2000 – Pure Satanic Blasphemy
- 2001 – From The Aspect Of Darkly Illuminated
- 2002 – Code 666: Religion Syndrome Deceased Full

EP
- 2001 – Slay and Burn